# Miguel de Borbón
Miguel de Borbón y Berné (1691, Zaragoza - 1763, Madrid) fue un médico y  físico español.
Estudió la carrera de medicina con singular aprovechamiento en la capital aragonesa hasta doctorarse, adquiriendo muy pronto gran renombre como médico por las curaciones notables que llevó a cabo. Hacia 1740 ocupó la cátedra de anatomía y aforismos de la facultad de Zaragoza y en 1746, el rey Fernando VI de España le llamó a Madrid, nombrándole su médico de cámara y de la de su esposa la reina María Bárbara de Braganza, en cuyo cargo demostró por su acierto la justicia de la fama que le había precedido a la corte, viéndose colmado de distinciones por los monarcas, que le nombraron protomédico del principado de Cataluña y consejero real de Hacienda, al mismo tiempo que la Real Academia Médico-Matritense le llamaba a su seno.

## Obra
Escribió muchas obras, entre las que descuella la titulada Flumen vitale quator liquidorum Disertaionibus Chili nempe, Sanguinis, Bilis, et Limphae illud continentium elucidatum, quibus instar curae suppelias fentis quinta de Instrumentis Respirationis, eorumque usibus adjuncta superadditur (Zaragoza, 1736), de la que no se conocen más ediciones que la anteriormente citada, hecha en la imprenta de Juan Malo, pero se cree fundadamente, que no solo obtuvo otras ediciones, sino que se tradujo seguramente publicándose con su nombre o con el de algún traductor poco escrupuloso.